# Disterigma leucanthum
Disterigma leucanthum är en ljungväxtart som beskrevs av A. C. Smith. Disterigma leucanthum ingår i släktet Disterigma och familjen ljungväxter. Inga underarter finns listade i Catalogue of Life.